# Liste des capitales du monde
Cet article recense les capitales des pays du monde.

## Listes

### Liste principale
De nombreuses publications donnent une liste des pays du monde, mais elles n'utilisent pas toutes les mêmes critères pour inclure ou non un pays. Un critère courant mais flou est la reconnaissance du pays par la communauté internationale, notamment par l'Organisation des Nations unies.
La liste suivante, qui est identique à la liste principale recensée sur l'article « Liste des pays du monde », reprend la reconnaissance par les Nations unies :
- 193 États membres ;
- 2 États observateurs permanents : Vatican et Palestine[2] ;
- 2 États ni membres ni observateurs permanents mais membres à part entière de plusieurs agences spécialisées : îles Cook et Niue.

Certains pays comptent plusieurs capitales. Quand c'est le cas, elles sont affichées sur des lignes successives. Il est toutefois possible de trier chaque colonne par ordre alphabétique en cliquant sur le titre de chacune. Dans certains cas, une ville peut être la capitale de jure d'un pays, tandis qu'une autre peut servir de capitale de facto, car hébergeant différentes institutions ; la liste précise alors ces cas.
La colonne « Notes » permet de préciser certaines informations, le cas échéant.

| État                             | Capitale                                              | Notes |
| -------------------------------- | ----------------------------------------------------- | --- |
| Émirats arabes unis              | Abou Dabi                                             | |
| Nigeria                          | Abuja                                                 | Abuja est la capitale depuis 1991, en remplacement de Lagos. |
| Ghana                            | Accra                                                 | |
| Turkménistan                     | Achgabat                                              | |
| Éthiopie                         | Addis-Abeba                                           | |
| Yémen                            | Aden (de facto)                                       | Sanaa est occupée par les rebelles houthis depuis février 2015 dans le cadre de la guerre civile. Aden est la capitale de facto. |
| Yémen                            | Sanaa (de jure)                                       | Sanaa est occupée par les rebelles houthis depuis février 2015 dans le cadre de la guerre civile. Aden est la capitale de facto. |
| Algérie                          | Alger                                                 | |
| Niue                             | Alofi                                                 | |
| Jordanie                         | Amman                                                 | |
| Pays-Bas                         | Amsterdam (officielle)                                | La constitution du royaume des Pays-Bas désigne Amsterdam comme « capitale ». Le gouvernement néerlandais, le roi, les ministères, la magistrature et les missions diplomatiques sont néanmoins situées à La Haye. |
| Pays-Bas                         | La Haye (de facto)                                    | La constitution du royaume des Pays-Bas désigne Amsterdam comme « capitale ». Le gouvernement néerlandais, le roi, les ministères, la magistrature et les missions diplomatiques sont néanmoins situées à La Haye. |
| Andorre                          | Andorre-la-Vieille                                    | |
| Turquie                          | Ankara                                                | |
| Madagascar                       | Antananarivo ou Tananarive                            | |
| Samoa                            | Apia                                                  | |
| Érythrée                         | Asmara                                                | |
| Kazakhstan                       | Astana                                                | Précédemment nommée « Akmola » jusqu'en 1998, puis « Nour-Soultan » de 2019 à 2022. Almaty était la capitale de 1991 à 1997. |
| Paraguay                         | Asuncion                                              | |
| Grèce                            | Athènes                                               | |
| Îles Cook                        | Avarua                                                | |
| Irak                             | Bagdad                                                | |
| Azerbaïdjan                      | Bakou                                                 | |
| Mali                             | Bamako                                                | |
| Brunei                           | Bandar Seri Begawan                                   | |
| Thaïlande                        | Bangkok                                               | |
| République centrafricaine        | Bangui                                                | |
| Gambie                           | Banjul                                                | |
| Saint-Christophe-et-Niévès       | Basseterre                                            | |
| Serbie                           | Belgrade                                              | |
| Belize                           | Belmopan                                              | |
| Allemagne                        | Berlin                                                | Bonn était la capitale d'Allemagne de l'Ouest et est demeurée le siège du gouvernement de l'Allemagne réunifiée jusqu'en 1999. |
| Suisse                           | Berne (de facto)                                      | La Suisse n'a aucune capitale officielle ; Berne est la ville fédérale, c'est-à-dire le siège du gouvernement fédéral. |
| Liban                            | Beyrouth                                              | |
| Kirghizistan                     | Bichkek                                               | |
| Guinée-Bissau                    | Bissau                                                | |
| Afrique du Sud                   | Bloemfontein (judiciaire)                             | L'Afrique du Sud compte trois capitales : Pretoria est la capitale administrative et le siège du gouvernement, Le Cap est le siège du Parlement et Bloemfontein la capitale judiciaire. |
| Afrique du Sud                   | Le Cap (législative)                                  | L'Afrique du Sud compte trois capitales : Pretoria est la capitale administrative et le siège du gouvernement, Le Cap est le siège du Parlement et Bloemfontein la capitale judiciaire. |
| Afrique du Sud                   | Pretoria (administrative)                             | L'Afrique du Sud compte trois capitales : Pretoria est la capitale administrative et le siège du gouvernement, Le Cap est le siège du Parlement et Bloemfontein la capitale judiciaire. |
| Colombie                         | Bogota                                                | |
| Brésil                           | Brasilia                                              | Rio de Janeiro était la capitale jusqu'en 1960. |
| Slovaquie                        | Bratislava                                            | |
| République du Congo              | Brazzaville                                           | |
| Barbade                          | Bridgetown                                            | |
| Belgique                         | Bruxelles                                             | |
| Roumanie                         | Bucarest                                              | |
| Hongrie                          | Budapest                                              | |
| Argentine                        | Buenos Aires                                          | |
| Burundi                          | Bujumbura (de facto)                                  | Gitega est la capitale officielle depuis 2018. Bujumbura conserve néanmoins certaines institutions et missions diplomatiques. |
| Burundi                          | Gitega (officielle)                                   | Gitega est la capitale officielle depuis 2018. Bujumbura conserve néanmoins certaines institutions et missions diplomatiques. |
| Égypte                           | Le Caire                                              | En 2023, une nouvelle capitale est en construction. |
| Australie                        | Canberra                                              | |
| Venezuela                        | Caracas                                               | |
| Sainte-Lucie                     | Castries                                              | |
| Monténégro                       | Cetinje (présidentielle)                              | Podgorica est la capitale administrative, Cetinje est le siège du président. |
| Monténégro                       | Podgorica (administrative)                            | Podgorica est la capitale administrative, Cetinje est le siège du président. |
| Moldavie                         | Chisinau                                              | |
| Sri Lanka                        | Colombo (exécutive et judiciaire)                     | Sri Jayawardenapura Kotte est la capitale officielle depuis les années 1980, en remplacement de Colombo. Cette dernière conserve toujours plusieurs institutions gouvernementales importantes. L'Union européenne ne donne que Colombo comme capitale[réf. nécessaire]. L'IGN donne Sri Jayawardenapura Kotte comme capitale administrative et législative et Colombo comme capitale commerciale[réf. nécessaire].                                              |
| Sri Lanka                        | Sri Jayawardenapura Kotte (officielle et législative) | Sri Jayawardenapura Kotte est la capitale officielle depuis les années 1980, en remplacement de Colombo. Cette dernière conserve toujours plusieurs institutions gouvernementales importantes. L'Union européenne ne donne que Colombo comme capitale[réf. nécessaire]. L'IGN donne Sri Jayawardenapura Kotte comme capitale administrative et législative et Colombo comme capitale commerciale[réf. nécessaire].                                              |
| Honduras                         | Comayagüela                                           | La constitution du Honduras (es) désigne Comayagüela comme co-capitale avec Tegucigalpa. En 2023, les deux villes ne sont plus que deux localités de la municipalité du Distrito Central depuis 1937. |
| Honduras                         | Tegucigalpa                                           | La constitution du Honduras (es) désigne Comayagüela comme co-capitale avec Tegucigalpa. En 2023, les deux villes ne sont plus que deux localités de la municipalité du Distrito Central depuis 1937. |
| Guinée                           | Conakry                                               | |
| Danemark                         | Copenhague                                            | |
| Bénin                            | Cotonou (de facto)                                    | Porto-Novo est la capitale constitutionnelle, Cotonou est le siège du gouvernement et des ambassades. |
| Bénin                            | Porto-Novo (officielle)                               | Porto-Novo est la capitale constitutionnelle, Cotonou est le siège du gouvernement et des ambassades. |
| Sénégal                          | Dakar                                                 | |
| Syrie                            | Damas                                                 | |
| Bangladesh                       | Dacca                                                 | |
| Tanzanie                         | Dar es Salam (de facto, judiciaire)                   | Dodoma est la capitale officielle depuis 1996. Dar es Salaam, l'ancienne capitale et la plus grande ville du pays, continue toutefois à héberger de facto le gouvernement, la présidence, les ministères, la magistrature et les missions diplomatiques. |
| Tanzanie                         | Dodoma (officielle, législative)                      | Dodoma est la capitale officielle depuis 1996. Dar es Salaam, l'ancienne capitale et la plus grande ville du pays, continue toutefois à héberger de facto le gouvernement, la présidence, les ministères, la magistrature et les missions diplomatiques. |
| Timor oriental                   | Dili                                                  | |
| Djibouti                         | Djibouti                                              | |
| Soudan du Sud                    | Djouba                                                | |
| Qatar                            | Doha                                                  | |
| Tadjikistan                      | Douchanbé                                             | |
| Irlande                          | Dublin                                                | |
| Arménie                          | Erevan                                                | |
| Sierra Leone                     | Freetown                                              | |
| Tuvalu                           | Funafuti (Vaiaku)                                     | Vaiaku est le centre administratif de l'atoll de Funafuti. |
| Botswana                         | Gaborone                                              | |
| Guyana                           | Georgetown                                            | |
| Guatemala                        | Guatemala                                             | |
| Vietnam                          | Hanoï                                                 | |
| Zimbabwe                         | Harare                                                | |
| Cuba                             | La Havane                                             | |
| Finlande                         | Helsinki                                              | |
| Îles Salomon                     | Honiara                                               | |
| Pakistan                         | Islamabad                                             | Islamabad est la capitale depuis les années 1960, en remplacement de Rawalpindi, laquelle avait déjà remplacé Karachi en 1958. |
| Indonésie                        | Jakarta (de facto)                                    | Nusantara est la capitale officielle de l'Indonésie depuis le 17 août 2024, en remplacement de Jakarta, à la suite de l'entrée en vigueur de la loi sur la région spéciale de Jakarta (en),. Jakarta était la capitale du pays en remplacement de Yogyakarta, de facto depuis le 17 août 1950 et de jure depuis le 28 août 1961. Malgré le transfert de la capitale, Jakarta continue d'héberger de nombreuses administrations pendant une phase de transition. |
| Indonésie                        | Nusantara (de jure)                                   | Nusantara est la capitale officielle de l'Indonésie depuis le 17 août 2024, en remplacement de Jakarta, à la suite de l'entrée en vigueur de la loi sur la région spéciale de Jakarta (en),. Jakarta était la capitale du pays en remplacement de Yogyakarta, de facto depuis le 17 août 1950 et de jure depuis le 28 août 1961. Malgré le transfert de la capitale, Jakarta continue d'héberger de nombreuses administrations pendant une phase de transition. |
| Israël                           | Jérusalem (non reconnue internationalement)           | Israël considère Jérusalem comme sa capitale depuis la Loi de Jérusalem en 1980, une position fortement contestée internationalement, notamment par la résolution 478 du Conseil de sécurité des Nations unies qui la considère « nulle et non avenue » et demande aux Etats membres de l'ONU de retirer leurs ambassades de la ville ; la plupart des ambassades sont situées à Tel Aviv-Jaffa, à l'exception notable de celle des États-Unis.                 |
| Israël                           | Tel Aviv (siège des ambassades)                       | Israël considère Jérusalem comme sa capitale depuis la Loi de Jérusalem en 1980, une position fortement contestée internationalement, notamment par la résolution 478 du Conseil de sécurité des Nations unies qui la considère « nulle et non avenue » et demande aux Etats membres de l'ONU de retirer leurs ambassades de la ville ; la plupart des ambassades sont situées à Tel Aviv-Jaffa, à l'exception notable de celle des États-Unis.                 |
| Palestine                        | Jérusalem (proclamée)                                 | Jérusalem est la capitale proclamée de l'État de Palestine (article 3 de la loi fondamentale palestinienne, votée en 1997,). L'entité gouvernementale palestinienne administre une grande partie de la Cisjordanie et la bande de Gaza à la suite des accords d'Oslo,, mais non Jérusalem-Est, annexée par Israël. Le siège administratif de facto, du pouvoir palestinien est provisoirement situé à Ramallah.                                                 |
| Palestine                        | Ramallah (de facto)                                   | Jérusalem est la capitale proclamée de l'État de Palestine (article 3 de la loi fondamentale palestinienne, votée en 1997,). L'entité gouvernementale palestinienne administre une grande partie de la Cisjordanie et la bande de Gaza à la suite des accords d'Oslo,, mais non Jérusalem-Est, annexée par Israël. Le siège administratif de facto, du pouvoir palestinien est provisoirement situé à Ramallah.                                                 |
| Afghanistan                      | Kaboul                                                | |
| Ouganda                          | Kampala                                               | |
| Népal                            | Katmandou                                             | |
| Soudan                           | Khartoum                                              | |
| Ukraine                          | Kiev                                                  | |
| Rwanda                           | Kigali                                                | |
| Jamaïque                         | Kingston                                              | |
| Saint-Vincent-et-les-Grenadines  | Kingstown                                             | |
| République démocratique du Congo | Kinshasa                                              | |
| Palaos                           | Melekeok (Ngerulmud)                                  | Melekeok, dont le lieu-dit Ngerulmud accueille le Capitole, est la capitale depuis le 7 octobre 2006, en remplacement de Koror. |
| Koweït                           | Koweït                                                | |
| Malaisie                         | Kuala Lumpur (officielle)                             | Kuala Lumpur est la capitale de la Malaisie et accueille le parlement et la résidence royale (en). Putrajaya, située à 20 km, est la nouvelle capitale administrative. |
| Malaisie                         | Putrajaya (administrative)                            | Kuala Lumpur est la capitale de la Malaisie et accueille le parlement et la résidence royale (en). Putrajaya, située à 20 km, est la nouvelle capitale administrative. |
| Gabon                            | Libreville                                            | |
| Malawi                           | Lilongwe                                              | |
| Pérou                            | Lima                                                  | Cuzco est désignée « capitale historique » (espagnol : Capital Historica), une déclaration symbolique, dans l'article 49 de la constitution (es). Arequipa est surnommée « capitale judiciaire » car elle abrite le siège du tribunal constitutionnel (es). |
| Portugal                         | Lisbonne                                              | |
| Slovénie                         | Ljubljana                                             | |
| Togo                             | Lomé                                                  | |
| Royaume-Uni                      | Londres                                               | Avant les Actes d'Union de 1707, Londres était la capitale de l'Angleterre seulement et Édimbourg la capitale du royaume d'Écosse. Le Royaume-Uni comprend l'Angleterre (capitale : Londres), l'Écosse (capitale : Édimbourg), le Pays de Galles (capitale : Cardiff) et l'Irlande du Nord (capitale : Belfast). |
| Angola                           | Luanda                                                | |
| Zambie                           | Lusaka                                                | |
| Luxembourg                       | Luxembourg                                            | |
| Espagne                          | Madrid                                                | |
| Îles Marshall                    | Majuro (Delap-Uliga-Darrit)                           | Delap-Uliga-Darrit est la principale localité de l'atoll de Majuro. Majuro est une municipalité. |
| Guinée équatoriale               | Malabo                                                | Une nouvelle capitale, Ciudad de la Paz, est en construction en 2023 et est amenée à remplacer Malabo. |
| Maldives                         | Malé                                                  | |
| Nicaragua                        | Managua                                               | |
| Bahreïn                          | Manama                                                | |
| Philippines                      | Manille                                               | |
| Mozambique                       | Maputo                                                | |
| Oman                             | Mascate                                               | |
| Lesotho                          | Maseru                                                | |
| Eswatini                         | Mbabane                                               | |
| Mexique                          | Mexico                                                | |
| Biélorussie                      | Minsk                                                 | |
| Somalie                          | Mogadiscio                                            | |
| Monaco                           | Monaco                                                | Cité-État : le pays est sa propre capitale. |
| Liberia                          | Monrovia                                              | |
| Uruguay                          | Montevideo                                            | |
| Comores                          | Moroni                                                | |
| Russie                           | Moscou                                                | |
| Kenya                            | Nairobi                                               | |
| Bahamas                          | Nassau                                                | |
| Birmanie                         | Naypyidaw                                             | Naypyidaw est la capitale officielle en replacement de Rangoun depuis le 7 novembre 2005 |
| Tchad                            | N'Djaména                                             | |
| Inde                             | New Delhi                                             | |
| Niger                            | Niamey                                                | |
| Chypre                           | Nicosie                                               | |
| Mauritanie                       | Nouakchott                                            | |
| Tonga                            | Nukuʻalofa                                            | |
| Norvège                          | Oslo                                                  | |
| Canada                           | Ottawa                                                | |
| Burkina Faso                     | Ouagadougou                                           | |
| Mongolie                         | Oulan-Bator                                           | |
| États fédérés de Micronésie      | Palikir                                               | Kolonia était la capitale jusqu'en 1989 ; les ambassades d'Australie, Chine, États-Unis et Japon y sont toujours situées. |
| Panama                           | Panama                                                | |
| Suriname                         | Paramaribo                                            | |
| France                           | Paris                                                 | |
| Bolivie                          | La Paz (gouvernement et ambassades)                   | Sucre est la capitale constitutionnelle, La Paz est le siège du gouvernement et des ambassades. |
| Bolivie                          | Sucre (constitutionnelle)                             | Sucre est la capitale constitutionnelle, La Paz est le siège du gouvernement et des ambassades. |
| Chine                            | Pékin                                                 | |
| Cambodge                         | Phnom Penh                                            | |
| Papouasie-Nouvelle-Guinée        | Port Moresby                                          | |
| Haïti                            | Port-au-Prince                                        | |
| Trinité-et-Tobago                | Port-d'Espagne                                        | |
| Maurice                          | Port-Louis                                            | |
| Vanuatu                          | Port-Vila                                             | |
| République tchèque               | Prague                                                | |
| Cap-Vert                         | Praia                                                 | |
| Corée du Nord                    | Pyongyang                                             | |
| Équateur                         | Quito                                                 | |
| Maroc                            | Rabat                                                 | |
| Islande                          | Reykjavik                                             | |
| Lettonie                         | Riga                                                  | |
| Arabie saoudite                  | Riyad                                                 | |
| Italie                           | Rome                                                  | |
| Dominique                        | Roseau                                                | |
| Antigua-et-Barbuda               | Saint John's                                          | |
| République dominicaine           | Saint-Domingue                                        | |
| Grenade                          | Saint-Georges                                         | |
| Saint-Marin                      | Saint-Marin                                           | |
| Costa Rica                       | San José                                              | |
| Salvador                         | San Salvador                                          | |
| Chili                            | Santiago (officielle)                                 | Le Congrès national est situé à Valparaíso, le reste des institutions à Santiago. |
| Chili                            | Valparaíso (législative)                              | Le Congrès national est situé à Valparaíso, le reste des institutions à Santiago. |
| Sao Tomé-et-Principe             | São Tomé                                              | |
| Bosnie-Herzégovine               | Sarajevo                                              | |
| Corée du Sud                     | Sejong (de facto)                                     | Certaines fonctions gouvernementales ont été transférées à Sejong en 2012 ; Séoul héberge néanmoins la quasi-totalité des institutions. |
| Corée du Sud                     | Séoul                                                 | Certaines fonctions gouvernementales ont été transférées à Sejong en 2012 ; Séoul héberge néanmoins la quasi-totalité des institutions. |
| Singapour                        | Singapour                                             | Cité-État : le pays est sa propre capitale. |
| Macédoine du Nord                | Skopje                                                | |
| Bulgarie                         | Sofia                                                 | |
| Suède                            | Stockholm                                             | |
| Fidji                            | Suva                                                  | |
| Ouzbékistan                      | Tachkent                                              | |
| Estonie                          | Tallinn                                               | |
| Kiribati                         | Tarawa-Sud                                            | Tarawa-Sud est une communauté urbaine de l'atoll de Tarawa. Bairiki, un lieu-dit de Tarawa-Sud, accueille de nombreuses institutions et ambassades. |
| Géorgie                          | Tbilissi                                              | |
| Iran                             | Téhéran                                               | |
| Bhoutan                          | Thimphou                                              | |
| Albanie                          | Tirana                                                | |
| Japon                            | Tokyo                                                 | |
| Libye                            | Tripoli                                               | |
| Tunisie                          | Tunis                                                 | |
| Liechtenstein                    | Vaduz                                                 | |
| Malte                            | La Valette                                            | |
| Pologne                          | Varsovie                                              | |
| Vatican                          | Vatican                                               | Cité-État : le pays est sa propre capitale. |
| Seychelles                       | Victoria                                              | |
| Autriche                         | Vienne                                                | |
| Laos                             | Vientiane                                             | |
| Lituanie                         | Vilnius                                               | |
| États-Unis                       | Washington                                            | |
| Nouvelle-Zélande                 | Wellington                                            | |
| Namibie                          | Windhoek                                              | |
| Côte d'Ivoire                    | Yamoussoukro                                          | Selon l'IGN, Yamoussoukro est la capitale politique depuis 1983 ; l'ancienne capitale Abidjan demeure le siège des ambassades et compte toujours de nombreux bâtiments officiels. |
| Cameroun                         | Yaoundé                                               | |
| Nauru                            | Yaren (de facto)                                      | Nauru ne compte aucune capitale officielle ; les institutions sont néanmoins situées à Yaren. |
| Croatie                          | Zagreb                                                | |

### États dont la souveraineté est contestée
Les États figurant dans cette section ne sont pas reconnus par l'Organisation des Nations unies. Bien que souvent sécessionistes et indépendants de fait, leur souveraineté ne fait pas consensus au niveau international.
| Capitale                                  | État                                    | Notes |
| ----------------------------------------- | --------------------------------------- | --- |
| Buéa                                      | Ambazonie                               | État sécessionniste du Cameroun autoproclamé en 2017 dans ses régions anglophones. |
| Hargeisa                                  | Somaliland                              | État sécessionniste de la Somalie autoproclamé en 1991. |
| Laâyoune (proclamée)                      | République arabe sahraouie démocratique | La République arabe sahraouie démocratique proclame son indépendance en 1976 et dispute la souveraineté du Sahara occidental au Maroc. En 2023, elle n'est reconnue que par 23 pays, tandis que le Maroc contrôle la grande majorité de son territoire. La capitale proclamée de la République, Laâyoune, est située dans le territoire contrôlé par le Maroc ; la capitale temporaire est Tifariti. L'activité au quotidien de la RASD se tient dans les camps de réfugiés de la région de Tindouf, en Algérie, qui abritent la majorité de la communauté sahraouie en exil. |
| Tifariti (temporaire)                     | République arabe sahraouie démocratique | La République arabe sahraouie démocratique proclame son indépendance en 1976 et dispute la souveraineté du Sahara occidental au Maroc. En 2023, elle n'est reconnue que par 23 pays, tandis que le Maroc contrôle la grande majorité de son territoire. La capitale proclamée de la République, Laâyoune, est située dans le territoire contrôlé par le Maroc ; la capitale temporaire est Tifariti. L'activité au quotidien de la RASD se tient dans les camps de réfugiés de la région de Tindouf, en Algérie, qui abritent la majorité de la communauté sahraouie en exil. |
| Camps de Tindouf (siège des institutions) | République arabe sahraouie démocratique | La République arabe sahraouie démocratique proclame son indépendance en 1976 et dispute la souveraineté du Sahara occidental au Maroc. En 2023, elle n'est reconnue que par 23 pays, tandis que le Maroc contrôle la grande majorité de son territoire. La capitale proclamée de la République, Laâyoune, est située dans le territoire contrôlé par le Maroc ; la capitale temporaire est Tifariti. L'activité au quotidien de la RASD se tient dans les camps de réfugiés de la région de Tindouf, en Algérie, qui abritent la majorité de la communauté sahraouie en exil. |
| Lhassa                                    | Tibet                                   | Le Tibet est une région autonome chinoise ; le gouvernement tibétain en exil n'en contrôle aucun territoire, mais en revendique l'indépendance. |
| Nicosie-Nord                              | Chypre du Nord                          | La république turque de Chypre du Nord, proclamée en 1983, n'est reconnue que par la Turquie. Sa capitale est la partie nord de la ville de Nicosie (la partie sud est la capitale de la république de Chypre, membre de l'ONU). |
| Pristina                                  | Kosovo                                  | Le Kosovo a fait sécession de la Serbie en 2008 ; il n'est reconnu internationalement que par une centaine de pays. |
| Soukhoumi                                 | Abkhazie                                | L'Abkhazie a fait sécession de la Géorgie en 1992 ; en 2023, elle n'est reconnue que par 7 pays. |
| Stepanakert                               | Haut-Karabagh                           | Le Haut-Karabagh a fait sécession de l'Azerbaïdjan en 1991 ; en 2023, il n'est reconnu par aucun pays. |
| Taipei                                    | Taïwan                                  | La république de Chine, qui contrôle l'île de Taïwan, considère être le seul gouvernement légal de l'ensemble de la Chine ; cette affirmation n'est reconnue en 2023 que par 14 pays. |
| Tiraspol                                  | Transnistrie                            | La Transnistrie a fait sécession de la Moldavie en 1991 ; en 2023, elle n'est reconnue par aucun pays. |
| Tskhinvali                                | Ossétie du Sud-Alanie                   | L'Ossétie du Sud-Alanie a fait sécession de la Géorgie en 1992 ; en 2023, elle n'est reconnue que par 7 pays. |

### Dépendances et territoires à souveraineté spéciale
La liste suivante recense les capitales de territoires qui, s'ils ne sont pas indépendants, possèdent néanmoins leurs propres institutions.
| Capitale                          | Territoire                                 | Pays        | Notes |
| --------------------------------- | ------------------------------------------ | ----------- | --- |
| Adamstown                         | Îles Pitcairn                              | Royaume-Uni | Territoire britannique d'outre-mer |
| Brades (de facto)                 | Montserrat                                 | Royaume-Uni | Territoire britannique d'outre-mer. Plymouth est abandonnée depuis l'éruption de la Soufrière en 1997 ; les institutions ont été déplacées depuis à Brades.                                                                                     |
| Plymouth (officielle)             | Montserrat                                 | Royaume-Uni | Territoire britannique d'outre-mer. Plymouth est abandonnée depuis l'éruption de la Soufrière en 1997 ; les institutions ont été déplacées depuis à Brades.                                                                                     |
| Camp Thunder Cove (en) (de facto) | Territoire britannique de l'océan Indien   | Royaume-Uni | Territoire britannique d'outre-mer. Le territoire, revendiqué par Maurice et les Maldives, ne compte aucun habitant permanent depuis l'expulsion des Chagossiens (en), ni aucune capitale officielle. Camp Thunder Cove est une base militaire. |
| Charlotte-Amélie                  | Îles Vierges des États-Unis                | États-Unis  | Territoire non-incorporé et organisé |
| Cockburn Town                     | Îles Turques-et-Caïques                    | Royaume-Uni | Territoire britannique d'outre-mer |
| Douglas                           | Île de Man                                 | Royaume-Uni | Dépendance de la Couronne |
| Édimbourg-des-Sept-Mers           | Île Tristan da Cunha                       | Royaume-Uni | Partie du territoire britannique d'outre-mer de Sainte-Hélène, Ascension et Tristan da Cunha |
| Flying Fish Cove                  | Île Christmas                              | Australie   | Territoire extérieur |
| George Town                       | Îles Caïmans                               | Royaume-Uni | Territoire britannique d'outre-mer |
| Georgetown                        | Île de l'Ascension                         | Royaume-Uni | Partie du territoire britannique d'outre-mer de Sainte-Hélène, Ascension et Tristan da Cunha |
| Gibraltar                         | Gibraltar                                  | Royaume-Uni | Territoire britannique d'outre-mer |
| Gustavia                          | Saint-Barthélemy                           | France      | Collectivité d'outre-mer |
| Hagåtña                           | Guam                                       | États-Unis  | Territoire non-incorporé et organisé |
| Hamilton                          | Bermudes                                   | Royaume-Uni | Territoire britannique d'outre-mer |
| Jamestown                         | Sainte-Hélène                              | Royaume-Uni | Partie du territoire britannique d'outre-mer de Sainte-Hélène, Ascension et Tristan da Cunha |
| King Edward Point                 | Géorgie du Sud-et-les îles Sandwich du Sud | Royaume-Uni | Territoire britannique d'outre-mer |
| Kingston                          | Île Norfolk                                | Australie   | Territoire extérieur |
| Mariehamn                         | Åland                                      | Finlande    | Province autonome |
| Marigot                           | Saint-Martin                               | France      | Collectivité d'outre-mer |
| Mata Utu                          | Wallis-et-Futuna                           | France      | Collectivité d'outre-mer |
| Nouméa                            | Nouvelle-Calédonie                         | France      | Collectivité d'outre-mer |
| Nuuk                              | Groenland                                  | Danemark    | Pays constitutif du royaume du Danemark |
| Oranjestad                        | Aruba                                      | Pays-Bas    | Pays constitutif du royaume des Pays-Bas |
| Pago Pago                         | Samoa américaines                          | États-Unis  | Territoire non-incorporé et non-organisé |
| Papeete                           | Polynésie française                        | France      | Pays d'outre-mer |
| Philipsburg                       | Saint-Martin                               | Pays-Bas    | Pays constitutif du royaume des Pays-Bas |
| Road Town                         | Îles Vierges britanniques                  | Royaume-Uni | Territoire britannique d'outre-mer |
| Saipan                            | Îles Mariannes du Nord                     | États-Unis  | Territoire non-incorporé et organisé. Le siège du gouvernement est situé à Capitol Hill (en), une localité de l'île de Saipan. |
| San Juan                          | Porto Rico                                 | États-Unis  | Territoire non-incorporé et organisé |
| Saint-Hélier                      | Jersey                                     | Royaume-Uni | Dépendance de la Couronne |
| Saint-Pierre-Port                 | Guernesey                                  | Royaume-Uni | Dépendance de la Couronne |
| Saint-Pierre                      | Saint-Pierre-et-Miquelon                   | France      | Collectivité d'outre-mer |
| Stanley                           | Îles Malouines                             | Royaume-Uni | Territoire britannique d'outre-mer |
| Tórshavn                          | Îles Féroé                                 | Danemark    | Pays constitutif du royaume du Danemark |
| The Valley                        | Anguilla                                   | Royaume-Uni | Territoire britannique d'outre-mer |
| West Island                       | Îles Cocos                                 | Australie   | Territoire extérieur |
| Willemstad                        | Curaçao                                    | Pays-Bas    | Pays constitutif du royaume des Pays-Bas |